# Hastings, Iowa
Hastings este o localitate în Mills County, statul Iowa, SUA.